# Laming (Mürz)
Die Laming, auch Lamingbach, ist ein rechtsufriger Zufluss der Mürz im österreichischen Bundesland Steiermark. Der Fluss entwässert den westlichen Teil der Hochschwabgruppe und der Mürztaler Alpen durch das Lamingtal. Im Oberlauf entwässert er auch die Umgebung des touristisch bekannten Grünen Sees.

## Name
Im Jahr 1023 wurde der Fluss in Form von iuxta fluvium Lomnicha zum ersten Mal schriftlich genannt. Der ursprüngliche slawische Name Lomъnika beinhaltete das slawische Wort *lomъ mit der Bedeutung 'Bruch'. Später wurde er mit der Endung -ing eingedeutscht.

## Verlauf

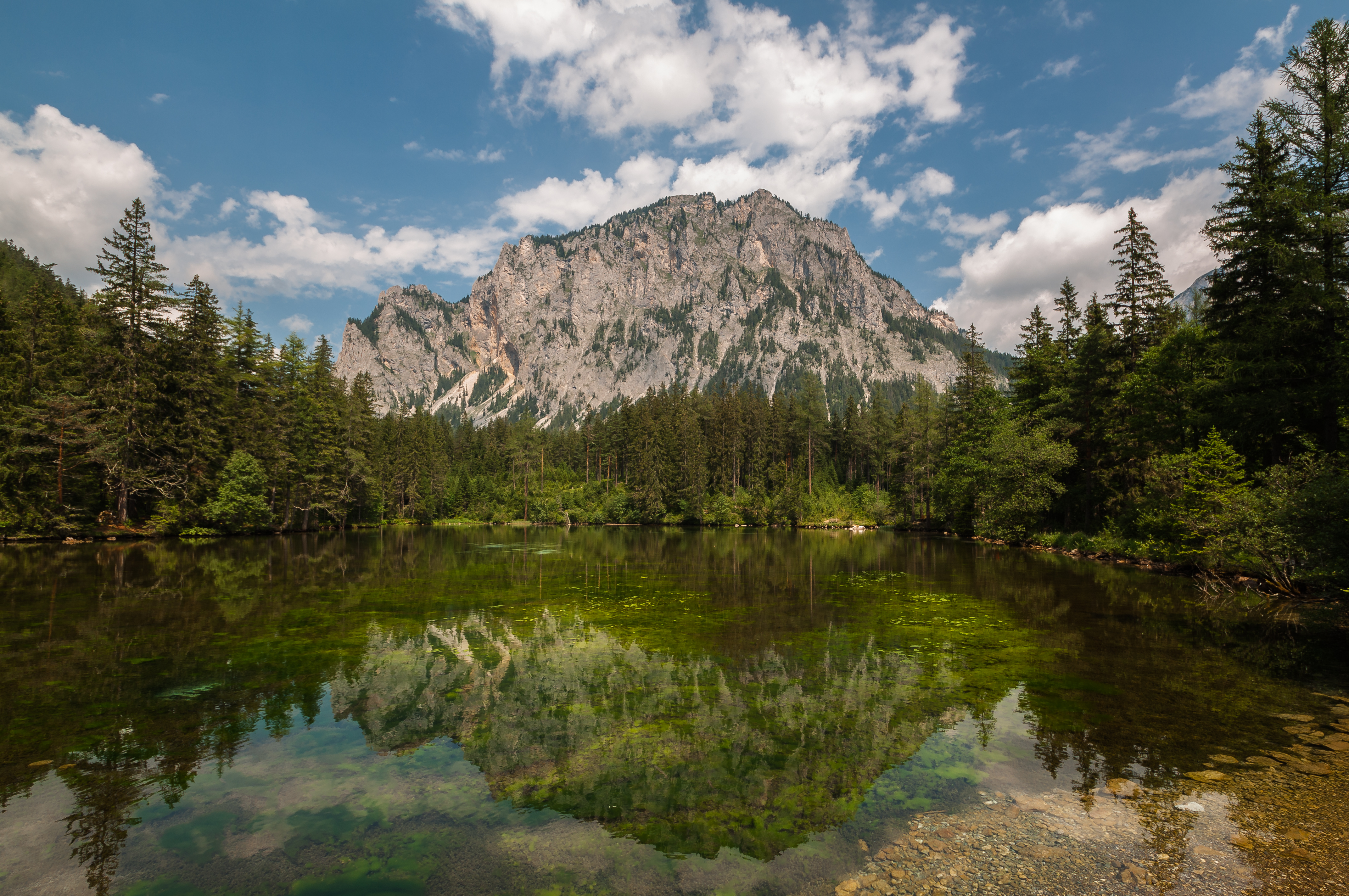
Der von der Laming durchflossene Kreuzteich mit dem Pribitz im Hintergrund

Die Laming entspringt am Nordhang der Großwand, einer Erhebung des Trenchtlings in der Hochschwabgruppe auf etwa 1720 m ü. A. Sie fließt anfangs nordwärts und biegt nordöstlich der Lamingalm nach Osten ab. Anschließend durchfließt sie eine zwischen der Heuschlagmauer im Norden und dem Zellerwart im Süden gelegene Talung. Nachdem die Laming die Talung verlässt, schwenkt sie nach Südosten und erreicht nach gut 1 Kilometer die Pfarrerlacke. Zwischen der Pfarrlacke und dem Kreuzteich fließt sie östlich an der Gegend Grünanger und westlich am Grünen See vorbei.
Nach dem Verlassen des Kreuzteiches fließt die Laming in südsüdöstliche Richtung und dabei an den Orten Oberort, Schattenberg, Tal, Pichl-Großdorf, Unterort und Sonnberg vorbei. Vor Erreichen des Ortes Oberdorf schwenkt sie mit ihrem Lauf nach Osten und durchquert anschließend die Orte Niederdorf, Rastal und Sankt Katharein an der Laming. Südöstlich von Sankt Katharein an der Laming ändert der Fluss erneut seine Richtung und fließt wieder nach Südosten, wobei er auf diesem Kurs auch bis zu seiner Mündung bleibt. Auf diesem letzten Abschnitt fließt er an den Orten Untertal, Stegg, Schörgendorf und Laming vorbei. Die Laming mündet nach fast 32 Kilometer langem Lauf mit einem mittleren Sohlgefälle von rund 39 ‰ etwa 1233 Höhenmeter unterhalb ihren Ursprungs östlich der Siedlung Laming und rund 300 Meter östlich der Leobener Straße (B 116) in die Mürz.
Die Laming durchfließt das nach ihr benannte Lamingtal und entwässert dabei den westlichen Teil der Hochschwabgruppe und der Mürztaler Alpen in die Mürz. Das entwässerte Gebiet umfasst eine Fläche von 154,2 Quadratkilometern.
Die Laming bildet in ihrem Unterlauf die Grenze zwischen der Stadtgemeinde Kapfenberg mit der Katastralgemeinde Schörgendorf im Norden und der Stadtgemeinde Bruck an der Mur mit der Katastralgemeinde Berndorf  im Süden.

## Natur- und Kulturlandschaft
Das Lamingtal ist vor allem touristisch erschlossen. Besonders bekannt ist hierbei der Grüne See. Im 20. Jahrhundert war hauptsächlich der Ort Tragöß bei den sogenannten Sommerfrischlern sehr beliebt und es gab jährlich über 30.000 Nächtigungen. Im 21. Jahrhundert gibt es nur mehr halb so viele Nächtigungen, der Ort ist aber weiterhin für Tagesausflüge beliebt. Der Ort Sankt Katharein an der Laming im mittleren Lamintal entwickelte sich ab dem 20. Jahrhundert zum Bergbauort, da hier mit dem Abbau und der Weiterverarbeitung von Magnesit begonnen wurde. Der Ort war bis in die 1950er-Jahre durch die Lamingtal-Schleppbahn mit Bruck an der Mur für den Gütertransport verbunden. Die beiden Städte Bruck an der Mur und Kapfenberg am Unterlauf der Laming sind bedeutende Industriestandorte.

## Zuläufe
Die Laming nimmt auf ihrem Lauf einige größere sowie auch zahlreiche kleinere und unbenannte Wasserläufe auf. Zu den größeren Zuläufen gehören der Jassinggraben bei der Pfarrerlacke, der Haringbach beim Kreuzteich, der Obertaler Bach bei Oberdorf sowie der Hackerschmiedgrabenbach bei Untertal.
| Zuläufe und Bauwerke \| Laming (Mürz) \| Laming (Mürz) \| Laming (Mürz) \| \| ----------------------- \| ------------- \| ---------------------------------- \| \| Legende \| \| \| \| Tragöß-Sankt Katharein \| \| Tragöß-Sankt Katharein \| \| \| \| Jassinggraben \| \| \| \| Pfarrerlacke \| \| \| \| Klammbach \| \| \| \| Kreuzteich \| \| \| \| Haringbach \| \| Edelweißbodenbach \| \| \| \| \| \| Bellsbach \| \| Strilergraben \| \| \| \| Rahnergraben \| \| \| \| \| \| Gispelbach \| \| Pichlbach \| \| \| \| \| \| Glinitzbach \| \| Schöneggergraben \| \| \| \| Handlgraben \| \| \| \| \| \| Gametzbach \| \| Grabnerbach \| \| \| \| \| \| Warnagelgraben \| \| Richterbach \| \| \| \| Lutschinggrabenbach \| \| \| \| \| \| Lurgergraben \| \| Rustbach \| \| \| \| \| \| Einödergraben \| \| Obertaler Bach \| \| \| \| Buchergraben \| \| \| \| \| \| Buchtrattgrabenbach \| \| Kottergrabenbach \| \| \| \| \| \| Rastalbach \| \| Schwaigergrabenbach \| \| \| \| \| \| \| \| Laming Ausleitung \| \| Sandbauernbach \| \| \| \| \| \| \| \| Lammerbach \| \| \| \| Hüttengrabenbach \| \| \| \| Prainingerbach \| \| Kirchenkogelbach \| \| \| \| \| \| Kollerbauergrabenbach \| \| Hackerschmiedgrabenbach \| \| \| \| \| \| Langbauergrabenbach \| \| Kleiner Jesingerbach \| \| \| \| Jessingergrabenbach \| \| \| \| \| \| Seebergergraben \| \| \| \| Schabinergrabenbach \| \| Westlicher Kotzeggbach \| \| \| \| Kapfenberg \| \| \| \| Oberer Kotzeggbach \| \| \| \| \| \| Ratzinggrabenbach \| \| \| \| Kapfenberg \| \| Östlicher Kotzeggbach \| \| \| \| Kleiner Kotzeggbach \| \| Zetlergrabenbach \| \| Haselbach \| \| \| \| \| \| Reitelbach \| \| \| \| Friesingergrabenbach \| \| \| \| Östlicher Kreuzbühelgraben \| \| Sittentalbach \| \| \| \| \| \| Stellgrabenbach \| \| Laubentalbach \| \| \| \| \| \| Hubmanngraben \| \| Bruck an der Mur \| \| \| \| \| \| Westlicher Semmelweisgraben \| \| Jägergraben \| \| \| \| \| \| Östlicher Semmelweisgraben \| \| \| \| Westlicher Auer von Welsbachgraben \| \| \| \| Östlicher Auer von Welsbachgraben \| \| \| \| Leobener Straße B 116 \| \| Mürz \| \| \| |  |                                    |
| Laming (Mürz) |  |                                    |
| Legende |  |                                    |
| Tragöß-Sankt Katharein |  | Tragöß-Sankt Katharein             |
| |  | Jassinggraben                      |
| |  | Pfarrerlacke                       |
| |  | Klammbach                          |
| |  | Kreuzteich                         |
| |  | Haringbach                         |
| Edelweißbodenbach |  |                                    |
| |  | Bellsbach                          |
| Strilergraben |  |                                    |
| Rahnergraben |  |                                    |
| |  | Gispelbach                         |
| Pichlbach |  |                                    |
| |  | Glinitzbach                        |
| Schöneggergraben |  |                                    |
| Handlgraben |  |                                    |
| |  | Gametzbach                         |
| Grabnerbach |  |                                    |
| |  | Warnagelgraben                     |
| Richterbach |  |                                    |
| Lutschinggrabenbach |  |                                    |
| |  | Lurgergraben                       |
| Rustbach |  |                                    |
| |  | Einödergraben                      |
| Obertaler Bach |  |                                    |
| Buchergraben |  |                                    |
| |  | Buchtrattgrabenbach                |
| Kottergrabenbach |  |                                    |
| |  | Rastalbach                         |
| Schwaigergrabenbach |  |                                    |
| |  |                                    |
| Laming Ausleitung |  | Sandbauernbach                     |
| |  |                                    |
| |  | Lammerbach                         |
| |  | Hüttengrabenbach                   |
| |  | Prainingerbach                     |
| Kirchenkogelbach |  |                                    |
| |  | Kollerbauergrabenbach              |
| Hackerschmiedgrabenbach |  |                                    |
| |  | Langbauergrabenbach                |
| Kleiner Jesingerbach |  |                                    |
| Jessingergrabenbach |  |                                    |
| |  | Seebergergraben                    |
| |  | Schabinergrabenbach                |
| Westlicher Kotzeggbach |  |                                    |
| Kapfenberg |  |                                    |
| Oberer Kotzeggbach |  |                                    |
| |  | Ratzinggrabenbach                  |
| |  | Kapfenberg                         |
| Östlicher Kotzeggbach |  |                                    |
| Kleiner Kotzeggbach |  | Zetlergrabenbach                   |
| Haselbach |  |                                    |
| |  | Reitelbach                         |
| |  | Friesingergrabenbach               |
| |  | Östlicher Kreuzbühelgraben         |
| Sittentalbach |  |                                    |
| |  | Stellgrabenbach                    |
| Laubentalbach |  |                                    |
| |  | Hubmanngraben                      |
| Bruck an der Mur |  |                                    |
| |  | Westlicher Semmelweisgraben        |
| Jägergraben |  |                                    |
| |  | Östlicher Semmelweisgraben         |
| |  | Westlicher Auer von Welsbachgraben |
| |  | Östlicher Auer von Welsbachgraben  |
| |  | Leobener Straße B 116              |
| Mürz |  |                                    |